# Ульріка Катаріна Стромберг
Ульріка Катаріна Стромберг (1710—1777) — шведська придворна; оберговмайстриня (överhovmästarinna) королеви Швеції Луїзі Ульріки Прусської з 1754 по 1761 рік.
Народжена в сім’ї графа Карла Юліуса Левенгаупта і Крістіни Густавіани Горн аф Марієнборг, вона вийшла заміж за графа Ріксрода Клаеса Стромберга в 1732 році. У пари була одна дочка. З 1726 по 1732 роки Стромберг служила фрейліною для шведської королеви Ульріки Елеонори. У 1754 році, коли Карл Густав Тессін та Улла Тессін втратили свої придворні посади королівського губернатора та володарки мантії, Клаес Стромберг та Ульріка Катаріна Стромберг замінили їх на цих посадах. Вона служила господинею одягу королеви Луїзи Ульріки протягом семи років до 1761 року, коли вона пішла у відставку на користь Ульріки Джуліани Ґіленстієрни.
Через п'ять років, у 1766 році, Стромберг була призначена тимчасовою господинею шат нової кронпринцеси Софії Магдалени Данської, яка того року прибула до Швеції, щоб вийти заміж за Густава III. Однак це була суто тимчасова посада: їй було дано завдання очолити щойно призначений шведський суд нової кронпринцеси після прибуття до Гельсінгборгу, а потім супроводжувати її під час подорожі Швецією на весілля до Стокгольму. Після чого її замінили постійною господинею мантії Анною Марією Г'єрне та її заступницею Ернестіною Пальмфельт. Проте, під час своєї короткої служби на Софію Магдалену Ульріка справилав настільки гарне враження, що принцеса часто її згадувала в розмові з іншими і неодноразово висловлювала бажання відвідати її (прохання, однак, було відхилено її свекрухою)).
Під час революції 1772 року королева Софія Магдалена зізналася Анні Марії Г'єрне, що боїться, що тепер всемогутній монарх розлучиться з нею, тому що вона знала, що він не піклується про неї, тому що вона не дала йому дитину і тому, що вона знала, що вона перед ним винна. Король Густав III був поінформований про це і довірився Акселю фон Ферсену Старшому, що він збирається розлучитися з королевою через проданські змови та подружню зраду з Ріксродом Фредріком Ріббінгом, який, як відомо, залицявся до неї, і данським посланцем бароном Розенкроном, який пересилав листи від неї до Данії. Відомо, що королева насолоджується компанією Ріббінга, який розважав її компліментами та одного разу розсмішив, зобразивши на карикатуру свою старшу фрейлю Анну Марію Х’єрне, яка, як повідомляється, розповіла королю, що королева вагітна «і ріксрод Ріббінг її коханець». Король дав завдання Ульріці Катаріні Стромберг, яка дуже сподобалася королеві, перевірити висловлювання Х’єрне. Стромберг повідомила, що вона не могла змусити себе запитати королеву сама, але вона запитала свого каммарфру Шарлотту Геллман, від якої вона отримала «інформацію, яка не залишала сумнівів, особливо тому, що найясніші докази можна було отримати з білизни королеви». Проте Аксель фон Ферсен Старший порадив не розлучатися і заявив, що не було жодної іншої причини підозрювати її в проданських поглядах, окрім її прихильності до своїх данських служниць Інгрід Марії Веннер і Хансен. Він додав, що зрозуміла поведінки королеви, як занедбаної дружина, яка, отримувала задоволення від компліментів Ріббінга. Цього не була достатньою, щоб запідозрити її у справжньому перелюбі. Вся справа ні до чого не привела. Коли королівське подружжя уклало шлюб за допомогою Адольфа Фредріка Мунка в 1775 році, король, як повідомляється, вибачився перед королевою за те, що повірив історії Г'єрне. У 1777 році в її офісі Анну Марію Г’єрне замінила Ульріка Стрьомфельт .